# Центральноандская сухая пуна
Центральноандская сухая пуна — экорегион, расположенный на высоких плато Анд в Южной Америки. Составляет часть Пуна, распространённых на плато Пуна.

## География
Этот экорегион занимает юго-западную часть Альтиплано, и расположен восточнее пустыни Атакама.
Солончаки, известные здесь как «салары» (исп. salares) — характерная черта экорегиона. Среди крупнейших солончаков: Койпаса, Уюни, Атакама и Арисаро. Кроме того, здесь находятся много озёр, таких как Поопо и Койпаса, и много вулканов, извергающихся над Альтиплано, в частности Паринакота, Сахама, Тата Сабайя, Ольягуе, Ликанкабур, Ласкар, Аракар, Сокомпа и Льюльяйльяко. Кроме того, в регионе находится множество прудов и небольших озёр, среди которых как постоянные, так и пересыхающие, от пресноводных до очень солёных.

## Флора
В сухой пуне встречаются высокогорные болота — bofedales, характеризующиеся наличием типичной для болот подушечной растительности. В частности, здесь часты растения рода Yareta. На более сухих лугах преобладают виды родов ковыль (Stipa) и овсяница (Festuca).
Центральноандская сухая пуна является родиной рода Polylepis, включающего Polylepis tarapacana — самое высокогорное древесное растение в мире.

## Фауна
В этом экорегионе распространены верблюдовые, такие как лама (Lama glama), альпака (Vicugna pacos) и викуньи (Vicugna vicugna). Другие млекопитающие включают пума (Puma concolor), андская кошка (Leopardus jacobitus), андская лисица (Lycalopex culpaeus) и чилийский броненосец (Chaetophractus nationi).
Также здесь обитают шесть видов фламинго, в частности андский фламинго (Phoenicopterus andinus), фламинго Джемса (Phoenicopterus jamesi) и чилийский фламинго (Phoenicopterus chilensis). Другом известными птицами являются дарвинов нанду (Rhea pennata), андский кондор (Vultur gryphus), горно-степной тинаму (Tinamotis pentlandii), чирок пуны (Anas puna), тонкоклювая каравайка (Plegadis ridgwayi) и андский гусь (Chloephaga melanoptera).

## Охрана
В районе много прородоохранных территорий, где находят защиту местных виды флоры и фауны. Они включают:
- Национальный парк Лаука (Чили)
- Национальный парк Сахама (Боливия)
- Национальный заповедник животных Эдуардо Авароа[англ.](Боливия)
- Национальный заповедник Лос-Фламенкос (Чили)
- Заповедник флоры и фауны Ольварос-Каучари (Аргентина)
- Национальный парк Льюльяйльяко (Чили)